# 蘇塞克斯縣 (新澤西州)
蘇塞克斯縣（英語：Sussex County）是美國新澤西州北部的一個縣，東北鄰紐約州，西北鄰賓夕法尼亞州相望。面積1,350平方公里，根据美國2000年人口普查，共有人口144,166人。縣治牛頓。
成立於1753年6月8日。縣名來自英國同名的郡。